# رابعه بلخی
رابعه دختر کعب قُزداری که به رابعه بلخی هم شناخته شده است، شاعر پارسی‌گوی نیمه نخست سده چهارم هجری (۹۱۴-۹۴۳میلادی) است. وی طبق اسناد موجود، نخستین شاعر زن پارسی گوی است. گفته می‌شود پدرش کعب قُزداری، از عربهای کوچیده به خراسان و فرمانروای بلخ بود ولی هلموت ریتر شرق شناس آلمانی این روایت را رد کرد که پدر رابعه یک عرب بود که بر بلخ فرمانروایی می‌کرد.
از تاریخ زاده شدن و مرگ رابعه آگاهی درستی در دست نیست. آنچه قطعیست آن است که او همدوره با سامانیان و رودکی بوده و به گواه گفتار عطار نیشابوری با رودکی دیدار و مشاعره داشته است. زمان مرگ رابعه به احتمال قریب به یقین پیش از مرگ رودکی بوده است، بنابراین تاریخ مرگ او را می‌توان پیش از سال ۳۲۹ هجری قمری در نظر گرفت.
رابعه بلخی شاعری غیر عارف بود، اما بعدها توسط نویسندگانی چون عطار نیشابوری (متوفی ۱۲۲۱) و جامی تصویرش به شاعری عارفانه تبدیل شد. مزار او در آرامگاه صوفی و عارف بزرگ، خواجه ابونصر پارسا در شهر بلخ، افغانستان است. هرساله از او در ایالت بلوچستان پاکستان، افغانستان و ایران جشن گرفته می‌شود و مدارس، بیمارستان‌ها و جاده‌های مختلفی به نام او نامگذاری شده است.

## زندگی رابعه

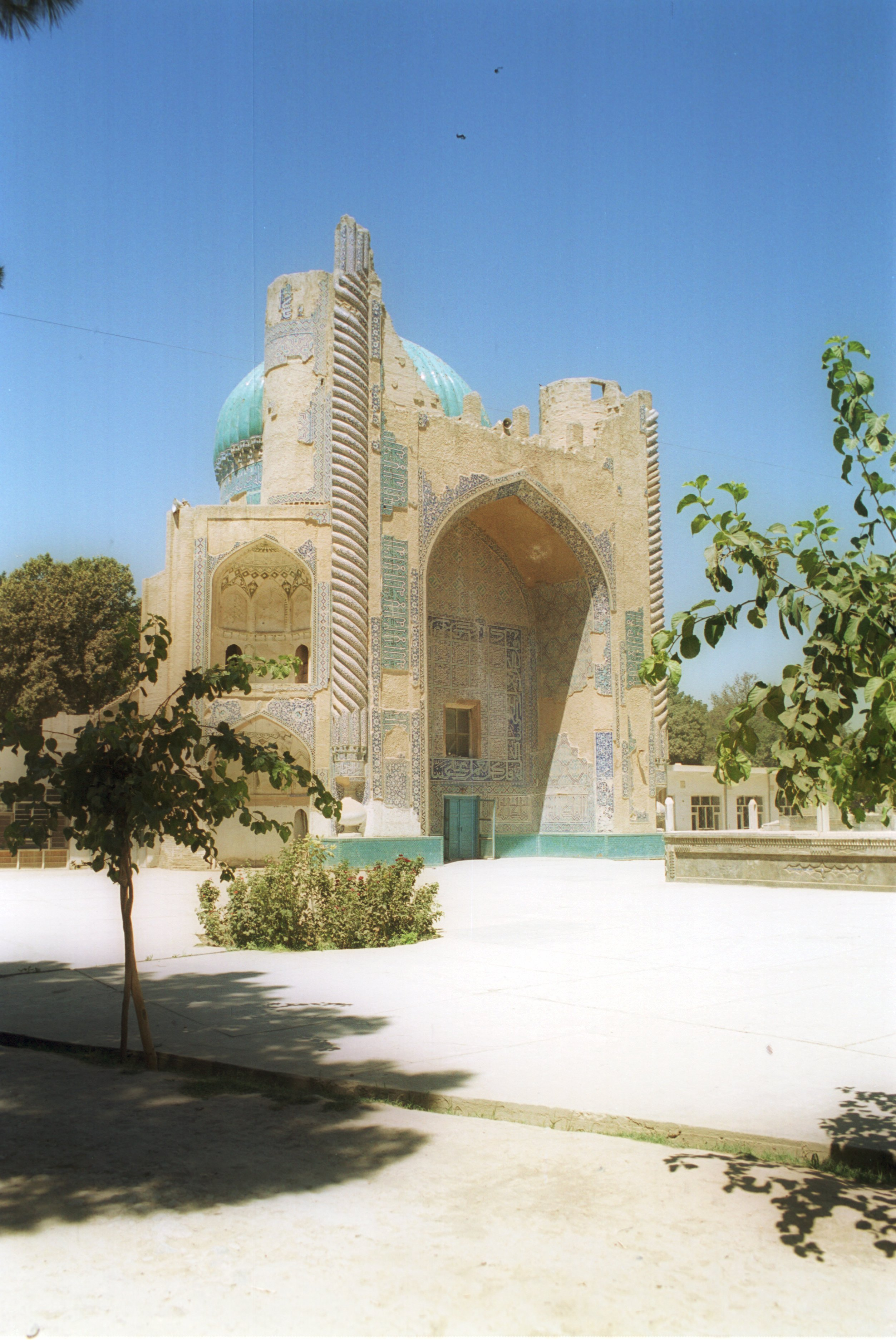
آرامگاه رابعه دختر کعب قُزداری

### کودکی و نوجوانی
از تولد و دوران کودکی و نوجوانی رابعه اطلاعی در دست نیست. تنها مدرک مستند از زندگی رابعه، روایتی‌ست که عطار نیشابوری در حکایت بیست و یکم کتابِ الهی‌نامه خویش در بحر هَزج مسدّس محذوف، در چهارصد و اندی بیت آورده است. آنچه از این روایت برمی‌آید آنست که رابعه دختر کعب قزداری، والی بلخ بوده و برادری بنام حارث داشته است. کعب علاقه خاصی به رابعه داشته و در پرورش و تعلیم او کوشا بوده است و به جهت توانایی‌های بی‌نظیر او در هنر و فنون، او را با لقب زین‌العرب (زینت قوم عرب) خطاب می‌کرد. رابعه به استناد گفتار عطار، در سرودن شعر و هنر نقاشی به‌غایت توانمند و در شمشیرزنی و سوارکاری بسیار ماهر بوده است.

### دیدار با بکتاش
پس از مرگ کعب، حارث بر تخت پدر می‌نشیند و در یکی از بزم‌های شاهانه او، رابعه با بکتاش، از کارگزاران نزدیک حارث دیدار می‌کند. عطار جایگاه بکتاش در دربار را کلیددار خزانه عنوان کرده است. رابعه بی‌درنگ دل به بکتاش می‌بازد و در نهایت دایهٔ رابعه که از علاقه رابعه به بکتاش آگاه می‌شود، میان آن دو واسطه می‌شود. رابعه خطاب به بکتاش نامه‌ای می‌نویسد و تصویری از خویش ترسیم کرده و پیوست آن نامه می‌کند و بدست دایه می‌سپارد تا بدو رساند. چون بکتاش نامه رابعه را می‌خواند و تصویر او را می‌بیند بدو دل می‌بازد و نامه‌اش را پاسخ می‌دهد. این نامه‌نگاری‌های پنهانی ادامه پیدا می‌کند و رابعه اشعار فراوانی خطاب به بکتاش ضمیمه نامه‌ها کرده و برای او می‌فرستد. ظاهراً روزی بکتاش رابعه را در دهلیزی می‌بیند و آستین او را می‌گیرد که «چرا مرا چنین عاشق و شیدا کردی اما با من بیگانگی می‌کنی؟» رابعه از او آستین می‌افشاند که «عشق من به تو بهانه‌ایست بر عشقی عظیم‌تر» و او را بخاطر افتادن در دام شهوت نکوهش می‌کند.

### رابعه در میدان نبرد
بر اساس روایت عطار، روزی لشکر دشمن به حوالی بلخ می‌رسد و بکتاش به همراه سپاه بلخ به نبرد می‌رود. رابعه که تاب بی‌خبری از وضعیت بکتاش را ندارد، با لباس مبدل و روی پوشیده، پنهانی در پس سپاه بلخ به میدان جنگ می‌رود. بکتاش در گیرودار نبرد زخمی می‌شود و رابعه که جان بکتاش را در خطر می‌بیند، شمشیر کشیده و به میانه میدان می‌رود و پس از کشتن تعدادی از سپاهیان دشمن پیکر نیمه جان بکتاش را بر اسب کشیده از مهلکه نجات می‌دهد:
| بگفت این و چو مردان برنشست او |  | از آن مردان تنی را ده بخست او |
| برِ بکتاش آمد، تیغ در کف       |  | وز آنجا برگرفتش برد با صف     |
| نهادش پس نهان شد در میانه     |  | کس‌اش نشناخت از اهل زمانه      |

### رابعه و رودکی
در روایت عطار، رابعه روزی در راه با رودکی که عازم بخارا بوده دیدار می‌کند. رودکی شیفته توانایی رابعه در سرودن شعر می‌شود و او را تحسین می‌کند و با او به صحبت و مشاعره می‌نشیند. عطار آن واقعه را این‌گونه در الهی‌نامه می‌آورد:
| نشسته بود آن دختر دلفروز   |  | براه و رودکی می‌رفت یک روز |
| اگر بیتی چو آبِ زر بگفتی    |  | بسی دختر از آن بهتر بگفتی |
| بسی اشعار گفت آن روز اُستاد |  | که آن دختر مجاباتش فرستاد |
| ز لطف طبع آن دلداده دمساز  |  | تعجب ماند آنجا رودکی باز  |

رودکی پس از آن راهی بخارا می‌شود و در بزمی در دربار امیر سامانی شعری که از رابعه به یادداشت بازگو می‌کند که بسیار مورد پسند امیر می‌افتد و چون از آن سؤال می‌کنند، رودکی داستان آشنایی‌اش با رابعه و عشق او به بکتاش را برای شاه بازگو می‌کند، غافل از اینکه حارث نیز در آن بزم حاضر است و از آن داستان باخبر می‌شود. حارث بسیار خشمگین می‌شود، به بلخ بازمی‌گردد و پس از یافتن صندوقی حاوی اشعار رابعه در اتاق بکتاش، به گمان ارتباط نامشروع آنان، فرمان می‌دهد بکتاش را در زندان افکنده و رابعه را به گرمابه برده و رگِ دستان او را بگشاید و درِ گرمابه را به سنگ و گچ مسدود کنند. روز بعد چون در گرمابه را می‌گشایند، پیکر بیجان رابعه را مشاهده می‌کنند که با خون خویش اشعاری را خطاب به بکتاش با انگشت بر دیوارهٔ گرمابه نگاشته است. بکتاش پس از آن، به نحوی از زندان می‌گریزد و شبانه سر از تن حارث جدا می‌کند، سپس بر مزار رابعه رفته و جان خویش را می‌گیرد.

## رابعه در منابع ادب پارسی
رابعه ظاهراً نخستین زن شاعر در تاریخ ادبیات خراسان بزرگ می‌باشد که شعری از او به ثبت رسیده. محمد عوفی در کهن‌ترین تذکرهٔ شعر پارسی، لباب الالباب، وی را چنین توصیف نموده:
رابعه بنت کعب القزداری، دختر کعب، اگرچه زن بود، اما به فضل بر مردان جهان بخندیدی، فارِس هر دو میدان و والی هر دو بیان، بر نظم تازی قادر و در شعر پارسی به‌غایت ماهر و با غایت ذکاء خاطر و حدّت طبع، پیوسته عشق باختی و شاهدبازی کردی و او را «مگس رویین» خواندندی و سبب این نیز آن بود که وقتی شعری گفته بود:
| خبر دهند که بارید بر سر ایّوب    |  | ز آسمان، ملخان و سرِ همه زرّین    |
| اگر ببارد زرین ملخ بر او از صبر |  | سزد که بارد بر من یکی مگس رویین |

نقل شده زمانی که ابوسعید ابوالخیر داستان زندگی او را شنید، گفت:
من این جانب رسیدم و از حال دختر کعب پرسیدم که عارف بوده است یا عاشق؟ جواب دادند اشعاری که بر زبان او جاری بوده دلیل این است که در عشق مجازی، ایجاد اینقدر سوز و گداز ممکن نیست، در شعر او هزل اصلاً وجود ندارد بلکه در همه جا او ذات قدیم (جلَّ شأنهُ) را خطاب کرده است. 

عطار نیشابوری نیز داستان زندگی رابعه را در الهی نامه خویش در چهارصد و اندی بیت به نظم آورده و نقل قول ابوسعید ابوالخیر دربارهٔ رابعه بلخی و عرفان وی را چنین بازگو می‌کند:
| ز لفظ بوسعید مهنه دیدم        |  | که او گفتست: من آنجا رسیدم     |
| بپرسیدم زحال دختر کعب         |  | که عارف بود او یا عاشقی صعب؟   |
| چنین گفت او که معلومم چنان شد |  | که آن شعری که بر لفظش روان شد، |
| ز سوزِ عشقِ معشوقِ مجازی         |  | بنگشاید چنین شعری به بازی      |
| نداشت آن شعر با مخلوق کاری    |  | که او را بود با حق روزگاری     |
| کمالی بود در معنی تمامش       |  | بهانه بود در راه آن غلامش      |

عطار توانایی رابعه در سرودن شعر را چنین توصیف می‌کند:
| بلطفِ طبعِ او مردم نبودی        |  | که هر چیزی که از مردم شنودی،  |
| همه در نظم آوردی به یک دم     |  | بپیوستی چو مروارید در هم      |
| چنان در شعر گفتن خوش زبان بود |  | که گوئی از لبش طعمی در آن بود |

جامی، در تذکرهٔ نفحات الانس از رابعه در بخش زنان صوفی نام می‌برد و باز با استناد به گفتار ابوسعید ابوالخیر می‌گوید:
شیخ ابوسعید ابوالخیر قدّس اللّه تعالی سرّه گفته است که: «دختر کعب عاشق بود بر آن غلام، اما پیران همه اتفاق کردند که این سخن که او می‌گوید نه آن سخن باشد که بر مخلوق توان گفت. او را جای دیگر کار افتاده بود.» روزی آن غلام آن دختر را ناگاه دریافت، سرِ آستین وی گرفت. دختر بانگ بر غلام زد گفت: «ترا این بس نیست که من با خداوندم و آنجا مبتلایم، بر تو بیرون دادم که طمع می‌کنی؟» شیخ ابوسعید گفت: «سخنی که او گفته است نه چنان است که کسی را در مخلوق افتاده باشد»

رضاقلی‌خان هدایت، داستان رابعه را تحت عنوان بکتاش نامه در کتاب منظوم گلستان ارم خویش در دوهزار و ششصد و اندی بیت به نظم درآورده. مبنای داستانی که رضاقلی‌خان نقل می‌کند، همان شعر عطار است که تصرفاتی در داستان کرده و قصه پردازی نموده است و بخش‌هایی از ذوق خویش بدان افزوده. وی در مجمع الفصحاء دربارهٔ رابعه بلخی چنین می‌گوید:
رابعهٔ مذکوره، در حسن جمال و فضل و کمال و معرفت و حال، وحیدهٔ روزگار و فریدهٔ هر ادوار، صاحب عشق حقیقی و مجازی و فارِسِ میدان تازی و فارسی بوده است. احوالش در نفحات الانس مولانا جامی در ضمن نسوان عارفان مسطور است و در یکی از مثنویات شیخ عطار، جمعی از حالاتش نظما مذکور. اورا میلی به بکتاش غلامی از غلامان برادر مفرد به هم رسیده و انجامش به عشق حقیقی کشیده، بالاخره به بدگمانی، برادر او را کشته و حکایت اورا فقیر نظم کرده و نام آن را گلستان ارم نهاده، معاصر آل‌سامان و رودکی بوده و اشعار نیکو می‌فرموده.

### اشعار رابعه
از رابعه جز هفت (به روایتی یازده) غزل و قطعه در دست نیست. ظاهراً تمامی اشعار وی بدست برادرش حارث معدوم گردیده و الباقی در گذر زمان از بین رفته است. اما قلیل اشعار بازمانده از وی بیانگر ذوق سرشار وی و تسلط او بر سرایش شعر است. رابعه را مادر شعر پارسی خوانده‌اند. او بحور و اوزانی را وارد شعر پارسی نموده که تا پیش از آن کسی در آن اوزان شعر نمی‌سروده است. به عنوان مثال شمس قیس رازی در کتاب المعجم فی معاییر اشعار العجم عقیده دارد که دختر کعب در بیت زیر بحری بر بحور پارسی افزوده است (بحر مسدّس مخنّق):
| ترک از درم درآمد، خندانک |  | آن خوبروی چابک، مهمانک |

همچنین از اوست:
| مرا بعشق همی متهم کنی به حیل       |  | چه حجت آری پیش خدای عزوجل            |
| به عشقت اندر عاصی همی نیارم شد     |  | بذنبم اندر طاغی همی شوی بمثل         |
| نعیم بی تو نخواهم جحیم با تو رواست |  | که بی تو شکّر زهر است و با تو زهر عسل |
| بروی نیکو تکیه مکن که تا یکچند     |  | به سنبل اندر پنهان کنند نجم زحل      |
| هرآینه نه دروغ است آنچه گفت حکیم   |  | فمن تکبر یوماً فبعد عز ذل             |

هم از اوست:
| دعوت من بر تو آن شد کایزدت عاشق کناد |  | بر یکی سنگین‌دل نامهربان چون خویشتن  |
| تا بدانی درد عشق و داغ هجر و غم کشی  |  | چون بهجر اندر بپیچی پس بدانی قدر من |

و این غزل نیز بدو منسوب شده است:
| ز بس گل که در باغ مأوی گرفت   |  | چمن رنگ ارتنگ مانی گرفت      |
| صبا نافهٔ مشک تبت نداشت        |  | جهان بوی مشک از چه معنی گرفت |
| مگر چشم مجنون به ابر اندر است |  | که گل رنگ رخسار لیلی گرفت    |
| به مِی ماند اندر عقیقین قدح    |  | سرشکی که در لاله مأوی گرفت   |
| قدح گیر چندی و دنیی مگیر      |  | که بدبخت شد آنکه دنیی گرفت   |
| سر نرگس تازه از زرّ و سیم      |  | نشان سر تاج کسری گرفت        |
| چو رهبان شد اندر لباس کبود    |  | بنفشه مگر دین ترسی گرفت      |

و نیز:
| عشق او باز اندر آوردم به بند |  | کوشش بسیار نامد سودمند      |
| عشق دریایی کرانه ناپدید      |  | کی توان کردن شنا ای هوشمند  |
| عشق را خواهی که تا پایان بری |  | بس بباید ساخت با هر ناپسند  |
| زشت باید دید و انگارید خوب   |  | زهر باید خورد و انگارید قند |
| توسنی کردم ندانستم همی       |  | کز کشیدن تنگ‌تر گردد کمند    |

## عرفان رابعه
در عارف بودن رابعه دیدگاه‌ها متفاوت است. تمام منابعی که به عرفان رابعه اشاره کرده‌اند، به گفتار شیخ ابوسعید ابوالخیر استناد کرده‌اند، که این‌جای تأمل دارد.
رضا اشرف‌زاده در کتاب خود حکایت رابعه بر اساس بازمانده اشعار او و گفتار ابوسعید، چنین استدلال می‌کند که «ذوق تیز و لطیف ابوسعید، اصولاً هر بیتی و شعری را می‌تواند تاویل عرفانی نماید» و داستان شنیدن بیتی از عماره مروزی و رفتن ابوسعید به زیارت قبر او را گواهی بر این مدعا می‌داند. و نتیجه می‌گیرد که گفتار شیخ لزوماً به معنی عرفان رابعه نیست. او همچنین در همین کتاب عنوان می‌کند که آمدن داستان رابعه در الهی‌نامه و «... حکایت و جانبازی دختر در راه این عشق عُذری، اورا به موجودی پاک و باصفا تبدیل می‌کند که با پاکی عشق و دامانی پاک در خون می‌غلتد و جان می‌بازد و [...] توهم عشق عارفانه را در سر و ذهن ما می‌اندازد».  او هم‌نامی رابعهٔ بلخی با رابعه عدویه و رابعه شامیه - که هر دو از زنان عارف بوده‌اند – را نیز یکی از دلایل ایجاد شائبهٔ عرفان رابعه عنوان کرده است.
سلیمان راوش نیز در مقاله خویش رابعه بلخی یا حمامه‌ای در حمام خون ذؤیان خرد معتقد است که عرفایی چون عطار و ابوسعید ابوالخیر، در حقیقت بجهت حفظ نام و آثار رابعه از گزند کوته‌فکران، به وی نسبت تصوف و عرفان داده‌اند:
حضرت عطار، عارفانه، [...] جهت غفلت کافران عشق و منکران انسان شمردن زن و حفظ آبروی رابعه، به نوعی عشق انسانی او را مطابق شریعت منکران عاطفه‌های انسانی، عمداً پیوند واژگونه به جایی دیگر می‌دهد [...] حضرت عطار نیشابوری چنان‌که ابوسعید ابوالخیر، در حق رابعه الطاف نمود و با بهانهٔ اینکه رابعه نه عاشق بکتاش، بل عاشق الله بوده [...] جسد و مرقد مبارک رابعه را از شر تکفیر و تازیانه نوازی و ویرانی کافران و منکران نجات داد [...] ذکرِ خیر رابعه از سوی عارف بزرگ و نامی ابوسعید ابوالخیر هم در نهایت، عارفانه و هشیارانه، برای به سکوت واداشتن کافران عشق و منکران ارزش‌های انسانی زنان به عمل آمده است. 

لیلی رشیتا، نویسنده افغان نیز معتقد است:
«برعکس آنچه که عرفاً عشق او را به بکتاش، حقیقی نه بل مجازی می‌پنداشته‌اند، اشعارش محض بازگوی احساس‌اش نسبت به بکتاش بوده است. از هفت قطعه شعر رابعه که بجا مانده است، پنج تای آن در وصف عشق ناسوتی و دو تای آن در وصف زیبایی طبیعت سروده شده است.»

## در رسانه
هدی زین العابدین نقش رابعه را در فیلم سمفونی نهم بازی می‌کند.